# 56-os Szabadságharcos Lovagrend
Az '56-os Szabadságharcos Lovagrend közhasznú egyesületként alapvető feladatként az 1945-ös és 1956-os politikai üldözöttek 56-os forradalom és szabadságharcban résztvevők bemutatását határozta meg. Célkitűzése a forradalom és szabadságharc szellemi és erkölcsi örökségének ápolása és ébrentartása.

## Megalakulása
Az 56-os Szabadságharcos Lovagrendet 2004-ben '56-os forradalmárok alapították, közöttük több életfogytiglani börtönböntetésre itélt '56-os.

## Szervezeti felépítés
- Az egyesület elnökének titulusa: Nagymester.
- Az általános alelnök titulusa: Kancellár.
- Az egyesület tagjai: Tiszti Lovagok, Lovagok és Apródok

Az 56-os Szabadságharcos Lovagrend külföldi tagjait Prorátus képviseli. A Lengyel Prorátus székhelye Poznańban van. Alakulóban van az Ausztriai Priorátus Bécsben.